# Hydraena subacuminata
Hydraena subacuminata är en skalbaggsart som beskrevs av Claudius Rey 1884. Hydraena subacuminata ingår i släktet Hydraena och familjen vattenbrynsbaggar. Inga underarter finns listade i Catalogue of Life.